# Viatcheslav Moukhanov
 (novembre 2011).
Viatcheslav Mukhanov, né le 2 octobre 1956, est un cosmologiste d'origine russe actuellement en poste à l'université de Munich (Allemagne).

## Prix
- 2012 : Médaille Amaldi de la Société italienne pour la relativité générale et la gravitation (avec Alexeï Starobinski)